# Pteronemobius hafferli
Pteronemobius hafferli is een rechtvleugelig insect uit de familie krekels (Gryllidae). De wetenschappelijke naam van deze soort is voor het eerst geldig gepubliceerd in 1905 door Werner.